# Національна комісія з цінних паперів та фондового ринку
Національна комісія з цінних паперів та фондового ринку (НКЦПФР) — державний колегіальний орган, що здійснює державне регулювання ринку капіталу, регульованих товарних ринків, ринку віртуальних активів та нагляд за його учасниками, забезпечує підвищення стабільності, конкурентоспроможності та розвитку ринку капіталу, регульованих товарних ринків, ринку віртуальних активів, а також захист інтересів інвесторів, запобігає зловживанням та правопорушенням.
НКЦПФР підпорядкована Президенту України та підзвітна Верховній Раді України, розташована за адресою: 01010, м. Київ, вул. Князів Острозьких 8, корпус 30 (контакти).

## Історія
Державна комісія з цінних паперів та фондового ринку (ДКЦПФР) була утворена 12 червня 1995 року з метою комплексного правового врегулювання відносин, що виникають на ринку цінних паперів, забезпечення захисту інтересів громадян України та держави, запобігання зловживанням та порушенням у цій сфері та відповідно до пункту 7-4 статті 114-5 Конституції УРСР. Президент України Л. Кучма Указом від 12 червня 1995 року № 446/95 утворив Комісію як центральний орган виконавчої влади, її територіальні органи, затвердив Положення про Комісію та призначив першого керівника відомства — Мозгового Олега Миколайовича.
Нове Положення про Комісію з'явилося двома роками пізніше, 14 лютого 1997 року. За ним, на виконання нового Закону України «Про державне регулювання ринку цінних паперів в Україні» (далі — Закон), ДКЦПФР оголошувалася державним органом, підпорядкованим Президентові України і підзвітним Верховній Раді України.
З 7 жовтня 2010 по 7 липня 2011 року, на триваючому тоді етапі політичної реформи, ДКЦПФР була підпорядкованою Президенту України, підзвітною Верховній Раді України та Кабінету Міністрів України.
7 липня 2011 року орган змінив свою назву на сучасну. З 23 листопада 2011 року діє чинне Положення про НКЦПФР.

## Опис Комісії
Метою діяльності НКЦПФР (або Комісія) є створення, шляхом своїх регуляторних і наглядових функцій, умов для належного та ефективного функціонування ринку капіталу, регульованих товарних ринків, забезпечення грошовим капіталом потреб економіки, створення умов для становлення потужних внутрішніх інвесторів та забезпечення захисту прав інвесторів.
У своїй діяльності Комісія керується Конституцією та законами України, постановами Верховної Ради, указами і розпорядженнями Президента України, актами Кабінету Міністрів України, міжнародними договорами України.
Місією НКЦПФР є забезпечення реалізації державної політики щодо ринку капіталу, регульованих товарних ринків в Україні, а також здійснення правового регулювання відносин, що виникають на ринку, захист інтересів громадян України та держави, запобігання зловживанням та правопорушенням. Основною формою роботи Комісії є засідання, які регулярно проводяться за рішенням Голови Комісії.

## Склад Комісії
Станом на 01 січня 2024 року гранична чисельність працівників НКЦПФР затверджена в кількості 575 штатних одиниць. У 2022 році фактично в НКЦПФР було 375 працівників.
Склад Комісії:
Голова — Магомедов Руслан Садрудинович
Члени Комісії (в порядку призначення):
Лібанов Максим Олександрович;
Барамія Іраклій Геннадійович;
Бойко Юрій Юлійович;
Шаповал Юрій Іванович;
Шляхов Ярослав Миколайович;
Ільін Арсен Валерійович.
Голова Комісії та члени Комісії призначаються на посади та звільняються з посад Президентом України.

### Колишні керівники Комісії
- 1995 р. Олег Миколайович Мозговий;[15]
- 2004 р. Анатолій Іванович Балюк;[16]
- 2010 р. Дмитро Михайлович Тевелєв;[17][18]
- 2015 р. Тимур Заурбекович Хромаєв.[19]

### Підпорядковані організації
НКЦПФР підпорядковуються такі установи та організації:
- Агентство з розвитку інфраструктури фондового ринку України (АРІФРУ);
- Національний депозитарій України.[20]

## Комітети
У Комісії на постійній основі із залученням представників громадських організацій працюють такі Комітети:
- Комітет з питань стратегії розвитку та економічного аналізу фондового ринку (керівник — Член Комісії Лібанов М. О.);
- Комітет з питань функціонування емітентів та корпоративного управління (керівник — Член Комісії Лібанов М. О.);
- Комітет з питань розвитку та запровадження деривативних контрактів (керівник — Член Комісії Шляхов Я. М.);
- Комітет з питань функціонування інститутів спільного інвестування та накопичувального пенсійного забезпечення (керівник — Член Комісії Бойко Ю. Ю.);
- Комітет з питань функціонування трейдингової інфраструктури ринків капіталу (керівник — Член Комісії Шляхов Я. М.);
- Комітет з питань функціонування пост-трейдингової інфраструктури ринків капіталу (керівник — Член Комісії Барамія І. Г.);
- Комітет з питань функціонування організованих товарних ринків (керівник — Член Комісії Ільін А. В.);
- Комітет з питань фінансово-кредитних механізмів будівництва та іпотеки (керівник — Член Комісії Ільін А. В.);
- Комітет з питань нагляду та контролю за функціонуванням ринків капіталу та організованих товарних ринків (керівник — Член Комісії Барамія І. Г.);
- Комітет з питань правозастосування (керівник — Член Комісії Шаповал Ю. І.);
- Комітет з питань інформаційних технологій та інформаційної безпеки (керівник — Член Комісії Бойко Ю. Ю.);
- Комітет з питань фінансового моніторингу та контролю фінансової звітності (керівник — Член Комісії Шаповал Ю. І.).[20].

## Напрямки діяльності
Ключові напрямки діяльності НКЦПФР:
- Регуляторна діяльність;
- Ліцензування професійної діяльності;
- Реєстрація емісій цінних паперів;
- Нагляд за емітентами та професійними учасниками;
- Інспекції професійних учасників;
- Корпоративне управління;
- Фінансовий моніторинг;
- Правозастосування на ринку цінних паперів;
- Сертифікація спеціалістів.

| № з/п | Вид діяльності | Роки            | Роки          | Роки                   |
| № з/п | Вид діяльності | 2020            | 2021          | 2022                   |
| ----- | --- | --------------- | ------------- | ---------------------- |
| 1.    | Рішення Комісії щодо зупинення внесення змін до системи депозитарного обліку цінних паперів                                                  | 4 (5 товариств) | 18 (47 тов.)  | 6 (10 тов.)            |
| 2.    | Рішення Комісії щодо відновлення внесення змін до системи депозитарного обліку цінних паперів                                                | 1 (1 тов.)      | 3 (3 тов.)    |                        |
| 3.    | Рішення Комісії щодо виключення з переліку товариств, яким зупинено внесення змін до системи депозитарного обліку цінних паперів.            | 6               | 14 (17 тов.)  | 4 (4 тов.)             |
| 4.    | Рішення Комісії про заборону торгівлі цінними паперами                                                                                       | 12 (414 тов.)   | 20 (399 тов.) | 7 (12 тов.)            |
| 5.    | Рішення Комісії щодо виключення з переліку товариств, яким заборонено торгівлю цінними паперами                                              | 3 (3 тов.)      | 7 (7 тов.)    | 7 (7 тов.)             |
| 6.    | Рішення Комісії надання дозволу на проведення вичерпного переліку операцій в системі депозитарного обліку цінних паперів щодо цінних паперів | 30 (43 тов.)    | 25 (43 тов.)  | 126 (308 тов.)         |
| 7.    | Рішення Комісії про включення до списку емітентів, що мають ознаки фіктивності                                                               | 16              | 22            |                        |
| 8.    | Рішення Комісії про зупинення обігу цінних паперів емітента, включеного до списку емітентів, що мають ознаки фіктивності                     | 16              | 22            |                        |
| 9.    | Рішення Комісії про виключення зі списку емітентів, що мають ознаки фіктивності                                                              | 6               | 5             | 1                      |
| 10.   | Рішення Комісії щодо відновлення обігу цінних паперів стосовно емітентів, виключених зі списку емітентів, що мають ознаки фіктивності;       |                 | 5             | 1                      |
| 11.   | Проведено нагляди за очними загальними зборами та здійснено нагляди з проведенням дистанційних загальних зборів.                             |                 | 40            | 3 очно, 42 дистанційно |
| 12.   | Проведено перевірок | 5               | 2             | 2                      |
| 13    | Безвиїзні заходи контролю | 24              |               |                        |

### Регуляторна діяльність
24 лютого 2022 року з 11:00 години з метою протистояння панічним діям, які могли б обвалити ринки та позбавити можливості їхньої повноцінної роботи в майбутньому, зберегти дані та права власності, Комісія ввела обмеження на здійснення операцій на ринках капіталу та організованих товарних ринках. Це також дозволило ідентифікувати активи, пов'язані з країною — агресором (росія) та республікою білорусь, та обмежити можливості зв'язаних з цими країнами компаній здійснювати бізнес в Україні.

### Ліцензування професійної діяльності
НКЦПФР у встановленому нею порядку видає ліцензії на такі види професійної діяльності на ринках капіталу:
1) діяльність з торгівлі фінансовими інструментами, що включає такі види діяльності:
- субброкерська діяльність;
- брокерська діяльність;
- дилерська діяльність;
- діяльність з управління портфелем фінансових інструментів;
- інвестиційне консультування;
- андеррайтинг та/або діяльність з розміщення з наданням гарантії;
- діяльність з розміщення без надання гарантії;

2) діяльність з організації торгівлі фінансовими інструментами, що включає такі види діяльності:
- діяльність з організації торгівлі цінними паперами на регульованому фондовому ринку;
- діяльність з організації укладення деривативних контрактів на регульованому ринку деривативних контрактів;
- діяльність з організації торгівлі інструментами грошового ринку на регульованому грошовому ринку;
- діяльність з організації торгівлі цінними паперами на фондовому багатосторонньому торговельному майданчику (далі — БТМ);
- діяльність з організації укладення деривативних контрактів на БТМ деривативних контрактів;
- діяльність з організації торгівлі облігаціями на організованому торговельному майданчику (далі — ОТМ) облігацій;
- діяльність з організації укладення деривативних контрактів на ОТМ деривативних контрактів;

3) клірингова діяльність, що включає такі види діяльності:
- клірингова діяльність з визначення зобов'язань;
- клірингова діяльність центрального контрагента;

4) депозитарна діяльність, що включає такі види діяльності:
- депозитарна діяльність депозитарної установи;
- діяльність із зберігання активів інститутів спільного інвестування;
- діяльність із зберігання активів пенсійних фондів;

5) діяльність з управління активами інституційних інвесторів, що включає такі види діяльності:
- діяльність з управління активами;
- діяльність з управління іпотечним покриттям;

6) діяльність з управління майном для фінансування об'єктів будівництва та/або здійснення операцій з нерухомістю;
7) діяльність з адміністрування недержавних пенсійних фондів

### Реєстрація емісій цінних паперів
З 2022 року за період дії воєнного стану (станом на 01.08.22) Комісія для залучення коштів в бюджет і підтримки економіки допустила на ринки 20 випусків державних облігацій.

### Нагляд за емітентами та професійними учасниками
В листопаді 2023 року НКЦПФР рішенням № 1232 заборонила обіг акцій 91 акціонерного товариства, які не розкрили регулярну річну інформацію протягом двох і більше років поспіль оскільки ці товариства перебувають у ситуації, коли подальший обіг їхніх цінних паперів порушуватиме права інвесторів.

### Інспекції професійних учасників
Для виконання завдань, передбачених для Комісії Законом України «Про державне регулювання ринків капіталу та організованих товарних ринків» проводяться виїзні перевірки (інспекцій) адже відповідно до загальноприйнятих принципів IOSCO регулятор повинен мати повноваження щодо інспектування, розслідування та нагляду, збору доказів щодо наявності в діях учасників ринків капіталу ознак правопорушень та вжиття заходів із запобігання порушенням вимог законодавства.
Такі перевірки здійснюються з метою:
- з'ясування мети та суті операцій, які здійснюються ліцензіатами, Центральним депозитарієм цінних паперів;
- виявлення ризиків, які можуть становити загрозу для безпеки та стійкості діяльності ліцензіатів, Центрального депозитарію цінних паперів, а також стабільності фінансової системи України;
- оцінки якості системи управління ризиками ліцензіатів, Центрального депозитарію цінних паперів;
- перевірки дотримання ліцензіатами, Центральним депозитарієм цінних паперів прав клієнтів (депонентів, споживачів фінансових послуг, вкладників, учасників);
- перевірки дотримання законодавства суб'єктами перевірки (окрім СРО та Центрального депозитарію цінних паперів) у разі анулювання ліцензії;
- перевірки дотримання виконання функцій, покладених на саморегулівні організації;
- оцінка дотримання суб'єктом перевірки вимог законодавства на ринку цінних паперів, у системі накопичувального пенсійного забезпечення, законодавства про захист прав споживачів фінансових послуг, у тому числі нормативно-правових актів НКЦПФР.[24]

Підставою для проведення Органом контролю планової перевірки емітента є включення його до плану-графіка проведення перевірок на відповідний квартал (публікується на вебсторінці Комісії). Планові перевірки проводяться не частіше одного разу на календарний рік, а про проведення планової перевірки емітент повинен бути попередньо письмово повідомлений Комісією рекомендованим листом або засобами електронного зв'язку, на адресу, вказану у річному звіті не пізніше ніж за десять календарних днів до початку її проведення, а також шляхом розміщення плану-графіка перевірок на офіційному вебсайті НКЦПФР.
Також Комісія може проводити позапланові перевірки у разі наявності таких підстав:
- письмове повідомлення про ознаки порушення законодавства про цінні папери та/або акціонерні товариства;
- подання емітентом до НКЦПФР заяви про скасування реєстрації випуску цінних паперініціатива НКЦПФР у разі виявлення ознак порушення емітентом вимог законодавства про цінні папери та/або акціонерні товариства;
- виявлення НКЦПФР нових документів (обставин), що не були (не могли бути) відомі під час проведення планової, позапланової перевірки та які можуть вплинути на висновки за результатами перевірки;
- винесення постанови уповноваженою особою НКЦПФРпро зупинення провадження у справі про правопорушення на ринку цінних паперів з метою проведення додаткової перевірки;
- на виконання судових рішень, на вимогу правоохоронних органів та інших органів державної влади у межах повноважень, визначених законодавством;
- необхідність перевірки виконання рішень НКЦПФР або розпоряджень, постанов або рішень уповноважених осіб НКЦПФР щодо усунення порушень законодавства про цінні папери;
- неподання у встановлений строк суб'єктом перевірки документів (інформації) на письмовий запит НКЦПФР щодо здійснення безвиїзної перевірки, а також письмових пояснень про причини, які перешкоджають поданню таких документів;
- виявлення недостовірних даних в документах (інформації), наданих суб'єктом перевірки на письмовий запит НКЦПФР, у тому числі на запит щодо здійснення безвиїзної перевірки, та/або якщо такі документи (інформація) не дають змоги оцінити виконання суб'єктом перевірки вимог законодавства про цінні папери;
- відсутність достовірних даних щодо фактичного місцезнаходження, в тому числі, повернення кореспонденції.[25]

### Корпоративне управління
02.06.2023 Комісія свої рішенням  № 595 затвердила Порядок скликання та проведення електронних загальних зборів акціонерів із введенням його в дію 01 січня 2024 року.
На період дії воєнного стану з 01 січня 2024 року законодвством визначено, що загальні збори акціонерів акціонерних товариств, незалежно від змісту норм статуту та інших внутрішніх документів товариства, якими регулюється порядок скликання та проведення загальних зборів, можуть бути проведені виключно у такий спосіб:
1) дистанційного проведення відповідно до Порядку скликання та проведення дистанційних загальних зборів акціонерів, затвердженого рішенням НКЦПФР від 06 березня 2023 року № 236;
2) проведення загальних зборів акціонерів акціонерного товариства, в яких беруть участь акціонери — власники 100 % голосуючих акцій, відповідно до вимог ст. 59 Закону України «Про акціонерні товариства» (за винятком випадків, коли місцем проведення загальних зборів є тимчасово окуповані території України або територія держави, що визнається згідно з законодавством України державою-агресором). При цьому загальна кількість акціонерів акціонерного товариства, загальні збори якого проводяться відповідно цього підпункту, не може перевищувати п'яти осіб;
3) проведення електронних загальних зборів відповідно до Порядку скликання та проведення електронних загальних зборів акціонерів, затвердженого рішенням НКЦПФР від 02 червня 2023 року № 595.
Комісія авторизувала електронну систему Veleten (рішення НКЦПФР від 28 грудня 2023 року № 1499), впроваджену Національним депозетарієм України, яка дозволяє проводити збори акціонерів у електронному форматі.
Основними функціями, які виконує система є:
- забезпечує ідентифікацію і реєстрацію власників (їх представників),
- отримання документів, з якими власники можуть ознайомитися під час підготовки до зборів,
- голосування бюлетенем, взяття участі в обговоренні з питань,
- підбиття підсумків голосування.

Перші збори з використанням системи проведено 20 березня 2024 року однією з компаній групи МХП.

### Правозастосування на ринку цінних паперів
Відповідно до ст. 3 Закону частиною з принципів діяльності та гарантії здійснення повноважень Комісії визначено:
- комплексність здійснення правозастосування;
- недопущення зловживань повноваженнями під час здійснення правозастосування;
- пропорційність правозастосування — забезпечення максимально допустимого невтручання у звичайний хід організації внутрішніх процесів особи, щодо якої здійснюється правозастосування, та дотримання розумного балансу між приватними та публічними інтересами, враховуючи ризик-орієнтований підхід, обставини та умови конкретної ситуації, зокрема розміри такої особи, фінансовий стан її та власників істотної участі в ній, види здійснюваної нею діяльності та ризики, притаманні цій діяльності;
- пріоритетність правозастосування — визначення послідовності прийняття рішень та вжиття інших відповідних заходів, ґрунтуючись на результатах оцінки ризиків у діяльності особи, щодо якої здійснюється правозастосування;
- розумність строків здійснення правозастосування — прийняття рішень та вжиття інших відповідних заходів у строки, що є об'єктивно необхідними для здійснення правозастосування та не перевищують строки, визначені законодавством;

Під час здійснення правозастосування на ринках капіталу та організованих товарних ринках Комісія відповідно до частини 54 статті 7 Закону:
- здійснює нагляд;
- проводить інспекції на ринках капіталу та організованих товарних ринках;
- розслідування на ринках капіталу та організованих товарних ринках;
- здійснює розгляд справ про порушення профільного законодавства;
- здійснює заходи правозастосування.

#### заходи правозастосування
Комісія відповідно до вимог ст. 49 Закону може здійснювати такі заходи правозастосування:
1. коригувальні заходи — у вигляді надання рекомендацій за результатами проведення інспекції та/або за результатами здійснення пруденційного нагляду
2. заходи раннього втручання — у вигляді направлення запитів про вжиття заходів
3. заходи впливу контрольного характеру:

- публічне попередження;
- застосування фінансової санкції (штрафу);
- анулювання ліцензії на провадження діяльності на ринках капіталу та організованих товарних ринках;
- анулювання свідоцтва про включення до Реєстру осіб, уповноважених надавати інформаційні послуги на ринках капіталу та організованих товарних ринках, Реєстру торгових репозиторіїв;
- анулювання свідоцтва про включення до Державного реєстру уповноважених рейтингових агентств;
- анулювання свідоцтва СРО;
- зупинення дії ліцензії на провадження діяльності на ринках капіталу та організованих товарних ринках;
- зупинення дії свідоцтва про включення до Реєстру осіб, уповноважених надавати інформаційні послуги на ринках капіталу та організованих товарних ринках, Реєстру торгових репозиторіїв;
- зобов'язання припинити протиправне діяння (дії або бездіяльність) та утримуватися від такого діяння у майбутньому;
- заборона здійснення операцій з фінансовими інструментами;
- заборона на період до п'яти років здійснювати публічну пропозицію цінних паперів та/або подавати проспект цінних паперів на затвердження Комісії;
- зобов'язання щодо відшкодування у порядку, встановленому Комісією, збитків, зокрема упущеної вигоди, завданих інвесторам (учасникам товарних спот-ринків) у результаті порушення профільного законодавства;
- заборона бути учасником торгів на організованих ринках капіталу та організованих товарних ринках;
- заборона використання права голосу власником участі у професійному учаснику ринків капіталу (крім банків) та організованих товарних ринків;
- заборона використання власником голосуючих акцій (особою, якій належать права голосу за акціями) права голосу в акціонерному товаристві;
- скасування результатів голосування на загальних зборах учасників (акціонерів) загалом або в частині голосування конкретного учасника (акціонера), що може мати наслідком визнання недійсним рішення загальних зборів;
- заборона виконання управлінських функцій в учаснику ринків капіталу (крім інвестора у фінансові інструменти, який не є інституційним інвестором, не належить до інших категорій учасників ринків капіталу, не є професійним учасником організованих товарних ринків) або у професійному учаснику організованих товарних ринків особі, яка виконує такі управлінські функції;
- зобов'язання акціонерного товариства щодо прийняття рішення про зміну типу товариства з публічного на приватне;
- інші заходи впливу, передбачені Законом.

#### практика правозастосування
З 2017 року Комісія опублікувала інформацію про 8 випадків правозастосування на ринку цінних паперів. З них вперше у 2024 році за результатами правозастосування Комісія уклала угоду з АТ «Фондова біржа ПФТС» про врегулювання наслідків вчинення порушення законодавства. Угода передбачає що Комісія припиняє притягнення до відповідальності АТ «Фондова біржа ПФТС» за порушення профільного законодавства, а порушник визнає факт вчинення правопорушення та зобов'язується виконати низку вимог:
- в строк до 28.02.2025 включно привести свої пруденційні показники у відповідність до нормативних значень;
- добровільно сплатити фінансову санкцію у розмірі 50 000 грн протягом 10 календарних днів з моменту винесення постанови.

У разі не усунення або неможливості усунення порушення, біржа ПФТС повинна подати заяву про анулювання ліцензії щодо діяльності з організації торгівлі фінансовими інструментами.

### Сертифікація спеціалістів
Для реформування системи підготовки та атестації фахівців з питань ринків капіталу та організованих товарних ринків 2 лютого 2017 року НКЦПФР підписала з Асоціацією Інвестиційних Професіоналів меморандум щодо намірів співпраці у побудові в Україні прозорої системи сертифікації фахівців фондового ринку для створення прозорої системи підготовки та атестації фахівців з питань ринків капіталу та організованих товарних ринків із акцентом на професійні компетенції, та заснованої на незалежній оцінці кандидатів згідно з кращими світовими практиками. При цьому було укладено низку угод з навчальними закладами для здійсненн підготовки профільних спеціалістів.
У 2022 році система сертифікації зазнала змін, зокркма відповідальність за те, що фахівець має належну кваліфікацію, ділову репутацію та відсутність конфлікту інтересів було покладено на керівника юридичної особи (професійного учасника), який має забезпечити дотримання вимог рішення в цій частині. Комісія в свою чергу контролювала дотримання цих вимог. При цьому видача сертифікатів припинилася.
На період дії воєнного стану, Комісія погоджувала у формі безоплатної адміністративної процедури призначення осібна керівні посади в профучасниках, та не застосовувала норму щодо мінімальної кількості сертифікованих спеціалістів, які мають бути в ліцензіаті.
Після внесення змін до Закону у 2024 році Комісія скасувала нормативні акти, які регулювали потребу проходити сертифікацію спеціалістів, зокрема потребу отримувати сертифікат як для отримання ліцензії, так і для провадження професійної діяльності. За словами керівника Комісії Руслана Магомедова:

| "Від початку нашої каденції ми боролися з цією застарілою конструкцією, коли працівник та директор повинні були кожні три роки отримувати сертифікат. Ми доклали багато зусиль на цьому шляху, щоб сьогодні ми могли сказати - сертифікати не потрібні. Нарешті цей архаїзм в минулому. Це лише початок, ми рішуче налаштовані переформатувати функціонал регулятора, стати доступними та зручними для учасників ринку.".[34] |

## Проекти Комісії

### Розвиток торгів на товарних біржах
У 2021 році після того як вступив у дію Закон України «Про внесення змін до деяких законодавчих актів України щодо спрощення залучення інвестицій та запровадження нових фінансових інструментів» № 738-IX, Комісія стала регулятором товарних ринків, оскільки відповідний закон розширив дію Закону України «Про ринки капіталу та організовані товарні ринки» на такі фінансові інструменти як цінні папери, інструменти грошового ринку (наприклад, казначейські зобов'язання, векселі, ощадні сертифікати банків) та деривативні контракти, незалежно від ринку, на якому вони торгуються (організованому чи поза ним), а також на продукцію (деревину, газ, нафту, зерно і т. д.) та валютні цінності, якщо вони торгуються на організованих ринках. Також було встановлено вимоги до проведення торгів на товарних біржах (із контролем розрахунків).

### Внесок
У 2022 році Комісія запустила проєкт «Внесок», який спільно з Міністерством цифрової трансформації України, Міністерством фінансів України, Національним банком України та Укрзалізницею було реалізовано також на сервісі «Дія». Проект полягав в розміщенні інвестицій у військові облігації внутрішньої державної позики (ОВДП), кошти від продажу яких, централізовано розподілялися державою на напрямки — від оборони до соціального захисту населення.
З червня 2024 року НКЦПФР доповнила наявний функціонал проєкту такими блоками:
- «Освічений» — інформування про ринки капіталу, його складові та діяльність учасників цього ринку, спрямоване на неспеціаліста у сфері;
- «Захист інвесторів» — інформування про сумнівні інвестиційні проєкти, надання допомоги для захисту від шахрайства;
- Veleten та «Облік часток товариств» — технологічні продукти на ринках капіталу, розроблені Національним депозитарієм України, запроваджені для захисту прав власності українських підприємців та прав міноритарних акціонерів.[38]

### Віртуальні активи
Після набрання чинності Закону України «Про віртуальні активи» № 2074-IX (набирає чинності з дня набрання чинності законом України про внесення змін до Податкового кодексу України щодо особливостей оподаткування операцій з віртуальними активами) Комісія стане регулятором, здійснюватиме нагляд та фінансовий моніторинг у цій сфері, формуватиме та реалізовуватиме державну політику в галузі віртуальних активів, визначатиме порядок обігу віртуальних активів, а також буде здійснювати видачу дозволів постачальникам послуг віртуальних активів.
Водночас після того як Міжнародний валютний фонд попередив про загрози ринку віртуальних активів для стабільності цін та ефективності монетарної політики, тож з метою вдосконалення законодавства про віртуальні активи Комісія спільно з НБУ підготують оновлену версію законодавства про регулювання криптовалютного ринку в Україні.

### Центр збору фінансової звітності «Система фінансової звітності»
За ініціативи Комісії спільно з Мінфіном та НБУ з метою нормативного та технічного забезпечення функціонування Центру збору фінансової звітності, створеного для забезпечення доступу органів державної влади, інших органів та користувачів до поданої підприємствами фінансової звітності та консолідованої фінансової звітності, складеної за міжнародними стандартами фінансової звітності Кабінетом Міністрів України затверджено «Порядок функціонування центру збору фінансової звітності» (постанова від 11 серпня 2023 р. № 845). Центр фінансової звітності ведеться на порталі за посиланням (https://frs.gov.ua/).

## Надання адміністративних послуг
В січні 2024 року НКЦПФР запустила у дослідну експлуатацію подання документів на отримання адміністративних послуг через комплексну інформаційну систему. Таким чином визначено офіційний канал зв'язку в частині забезпечення обміну електронними документами, отримання документів, повідомлень з питань надання адміністративних послуг.

## Співпраця з іншими державними органами
Комісія уклала низку угод та меморандумів про взаємодію з іншими державними органами, зокрема:
- угода від 30.12.2013 року № 114/14 та меморандум про взаєморозуміння з Національним банком України (від 27.6.2017), укладений в рамках співробітництва у розвитку інфраструктури ринків капіталу в Україні;
- меморандум від 30.05.2016 року № 32/14 з Національним антикорупційним бюро України;
- меморандум про взаєморозуміння, співпрацю та обмін інформацією з Національним агентством з питань запобігання корупції від 23.11.2016 року;
- угода про інформаційне співробітництво з Державною фіскальною службою України від 17.08.2015 року № 36/14/1;
- угода про взаємообмін інформаційними ресурсами з Державною службою статистики України від 01.03.2013 року № 21/14/3;
- угода про інформаційне співробітництво з Фондом державного майна України від 11.02.2013 року № 19/14/83;
- меморандум з Державним агентством лісових ресурсів України від 25.11.2021 року;
- меморандум про взаємодію з Бюро економічної безпеки України грудень 2023 року.[44][45][46]

## Міжнародна співпраця
Комісія активно співпрацює з більшістю міжнародних організацій, які діють в галузі ринку капіталів, організованих товарних ринках та фінансових послуг, включаючи Міжнародну організацію Комісій з цінних паперів (IOSCO), Міжнародну фінансову корпорацію (IFC), Світовий банк, а також з комісіями з цінних паперів інших країн та міжнародними донорськими організаціями, які працюють в Україні.
Так у 2023 році фахівці Комісії здійснили ознайомчу поїздку до Бельгії та Нідерландів для дослідження практики розвитку зеленого ринку та стандартизації, у тому числі щодо зелених гарантій походження (GOO), запуску цінового показника HYCLICX на спотовому ринку водню..
В квітні 2024 року Комісія підписала меморандум про співпрацю з Федеральним органом фінансового нагляду Німеччини (BaFin), який передбачає обмін інформацією та співпрацю за напрямами:
- вимоги до фінансової звітності,
- альтернативні фонди,
- недержавні пенсійні фонди,
- запобігання шахрайству,
- нагляд за віртуальними активами,
- фінансування будівництва та інвестиційні фонди в будівельному секторі.[48]

Надалі в червні 2024 року НКЦПФР підписав з BaFin меморандум про адміністративне партнерство.